# Stephen Montague
Stephen Montague (Syracuse, 10 marzo 1943) è un compositore statunitense cresciuto in Virginia Occidentale e Florida.
Dal 1975 Montague vive a Londra in Inghilterra e lavora come compositore in giro per il mondo. La sua musica è stata suonata in numerosi festival internazionali, incluso: the BBC Proms alla Royal Albert Hall di Londra, al Warsaw Autumn festival, il Paris Festival d'Automne e il Kennedy Center a Washington